# ТВД-150
ТВД-150 — авиационный газотурбинный двигатель, предназначен для установки на лёгкие летательные аппараты, а также для мобильных энергоустановок мощностью до 100 кВт. Разработан на ГП Машиностроительное конструкторское бюро «Гранит».

## Конструкция
На основе одного базового газогенератора создано семейство двигателей – ВСУ, ТВД и ТРД.  В конструкцию входят – одноступенчатый центробежный компрессор, одноступенчатая осевая турбина и прямоточная камера сгорания.  Вариант ТВД имеет свободную турбину, с редуктором присоединённую к газогенератору. По требованию заказчика на двигатели могут устанавливаться редукторы с частотами вращения от 2000 до 8000 об./мин.